# مورگان

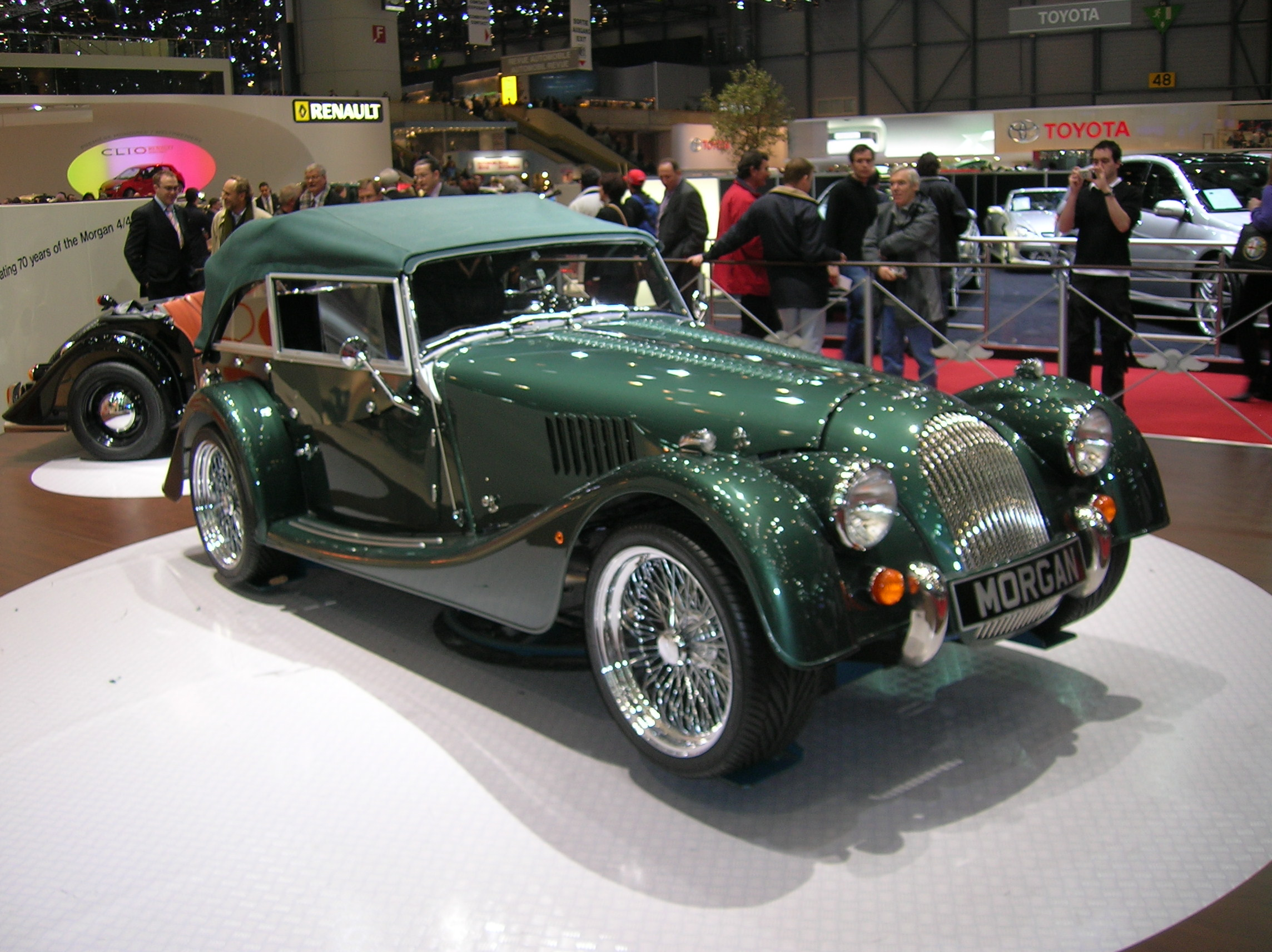
رودستر ۶ سیلندر مورگان، که از سال ۲۰۰۴ تاکنون در این شرکت تولید می‌شود

مورگان، شرکت خودروسازی بریتانیایی است، که در زمینه طراحی و ساخت خودروهای لوکس سفارشی فعالیت می‌کند. شرکت مورگان موتور در سال ۱۹۰۹ توسط هنری فردریک استنلی مورگان تأسیس شد. مورگان تا زمان درگذشتش در ۱۹۵۹ ریاست این شرکت را در دست داشت. سپس پیتر مورگان، فرزند ارشد هنری مورگان، اداره شرکت را بر عهده گرفت و تا سال ۲۰۰۳ مدیرعامل این شرکت بود. شرکت مورگان اکنون توسط کارلس مورگان، پسر پیتر مورگان و نوه بنیانگذار این شرکت اداره می‌شود.
دفتر مرکزی شرکت مورگان در منطقه‌ای بنام مالورن لینک، در شهر مالورن، ووسترشر قرار دارد. تمام خودروها در این شرکت توسط دست تولید می‌شوند و لیست انتظار از زمان سفارش تا تحویل هر خودرو، بیش از شش ماه می‌باشد، که در گذشته گاهی این زمان از ۱۰ سال نیز فزونی می‌یافت. هم‌اکنون شمار کارکنان شرکت مورگان ۱۶۳ نفر می‌باشد. این شرکت در سال ۲۰۰۷ شمار ۶۴۰ دستگاه خودرو تولید کرده‌است.